# リセ・ルイ＝ル＝グラン
リセ・ルイ＝ル＝グラン（仏: Lycée Louis-le-Grand、略称: LLG）は、フランスはパリにある、古い歴史をもつ公立の後期中等教育機関である。ルイ＝ル＝グラン高校、あるいはルイ＝ル＝グラン学院ないしルイ大王学院とも訳す。
ルイ＝ル＝グランは1563年、イエズス会によりパリ大学（ソルボンヌ大学）に附設する学寮（ないしカレッジ）の一つとして、パリの伝統的な学生街であるカルチエ・ラタンの中心に設立された。この地域にはパリ大学の他、コレージュ・ド・フランス等があり、歴史、建築、文化に富んだ、フランスで最も古い名門教育機関が集中する地域である。
後期中等教育課程を教えるリセとしては800人の生徒が在学しており、大学レベルのカリキュラムを教えるPSL研究大学と共同CPGE（グランゼコール準備級、Classes Préparatoires aux Grandes Écoles) には900人の生徒が学んでいる。バカロレアに加えてエコール・ポリテクニークやパリ高等師範学校などグランゼコールへの合格率の高さで名高い。ルイ＝ル＝グランの生徒はマニョリュドヴィスィヤン (magnoludoviciens) と呼ばれている。

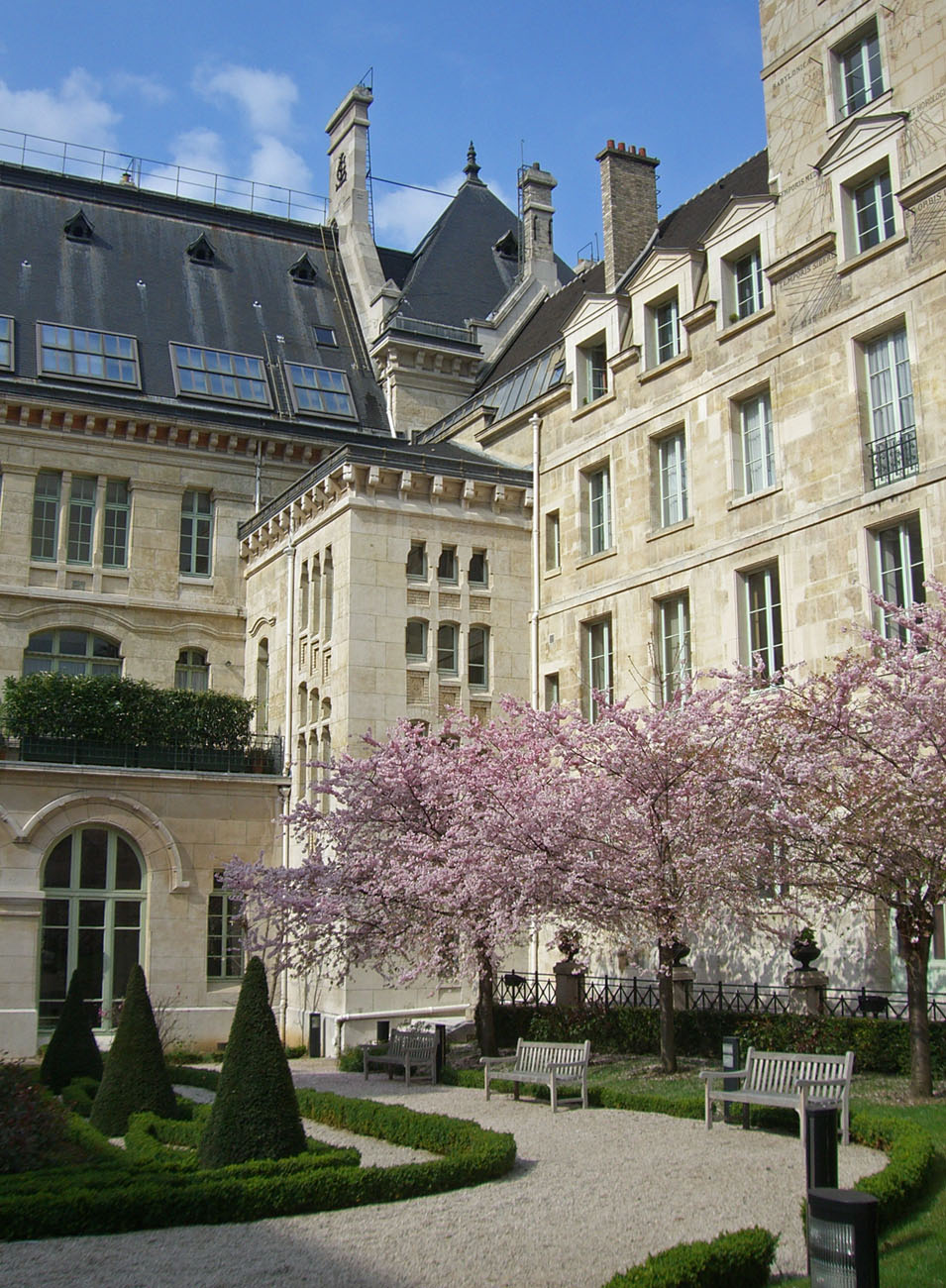
ルイ＝ル＝グラン校の中庭。かつてはパリ大学に附設する校舎だった。

ルイ＝ル＝グランはフランスのエリート教育に主導的な役割を果たしている。卒業生に無数の政治家や外交官、高位聖職者、アカデミー・フランセーズ会員、文学者などを輩出している。「このパリのイエズス会学校は」と、1862年にエリ・ド・ボーモンが書いている―「永きにわたり、偉人をはぐくむ国家機関でありつづけてきた」。
モリエール、ヴォルテール、ヴィクトル・ユゴーらの他、詩人でネグリチュード運動家のエメ・セゼールがこの学校から巣立ち、偉大な文学者となった。フランス大統領のジョルジュ・ポンピドゥー、 ヴァレリー・ジスカール・デスタン、ジャック・シラクやセネガル共和国初代大統領のレオポール＝セダール・サンゴールなどがかつてこの学校で学んでいる。モンテネグロ王ニコラ1世などは留学生としてルイ＝ル＝グランで学んだ。

## 出身者

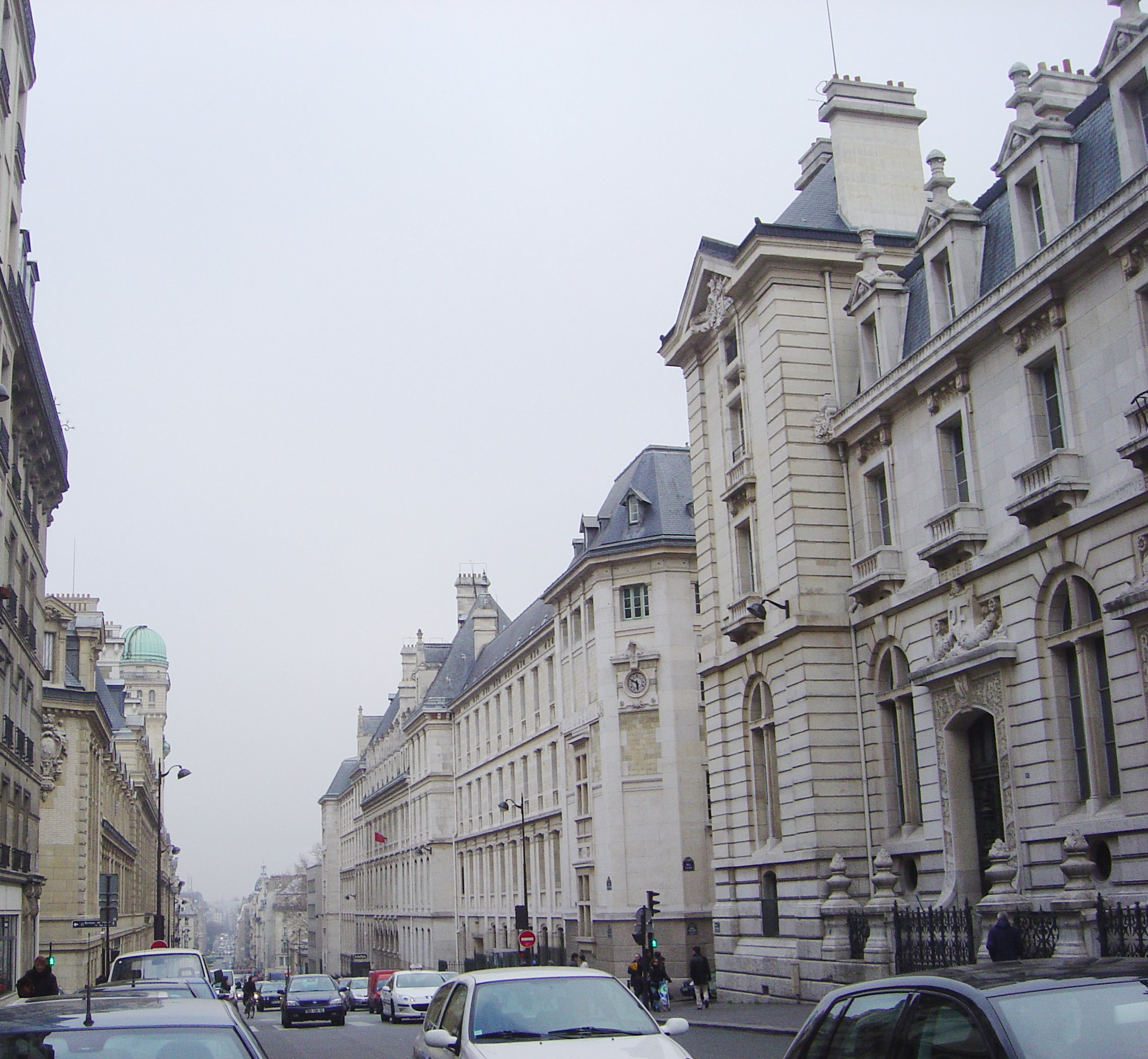
写真中央、サン・ジャック通りの右手にリセ・ルイ＝ル＝グランが位置する。左手にはソルボンヌ、右手にはパリ大学法学部旧校舎が位置する。

### 作家・哲学者
- アラン・フルニエ
- アンリ・ユベール
- ジャン＝アンリ・アゼマ（フランス語版）
- シャルル・ボードレール
- ジョゼフ・ベディエ
- アラン・ド・ブノワ
- フェルディナン・ブリュンティエール
- ピエール・ブルデュー
- ポール・ブールジェ
- ウジェーヌ・ビュルヌフ
- ミシェル・ビュトール
- シラノ・ド・ベルジュラック
- ポール・クローデル
- レオン・ドーデ（フランス語版）
- レジス・ドゥブレ
- ジャック・デリダ
- ドゥニ・ディドロ
- モーリス・ドリュオン
- エミール・デュルケーム
- テオフィル・ゴーティエ
- ジャン・ゲーノ
- ルイ・アシェット
- クロード・アジェージュ（フランス語版）
- ジャン＝バルテルミ・オーロー（フランス語版）
- ヴィクトル・ユーゴー
- ジョゼフ・ケッセル
- ヴァレリー・ラルボー
- ベルナール＝アンリ・レヴィ
- エミール・リトレ（フランス語版）
- ロベール・メルル
- モーリス・メルロー＝ポンティ
- ロベール・ブラジヤック
- モリエール
- シャルル・ペギー
- ベルトラン・ポワロ＝デルペシュ（フランス語版）
- ロマン・ロラン
- マルキ・ド・サド
- ジャン＝ポール・サルトル
- ヴォルテール
- ジャン・ポーラン
- ロジェ・カイヨワ

### 政治家

#### フランス革命期の政治家
- ジャック・テュルゴー
- マクシミリアン・ロベスピエール
- カミーユ・デムーラン
- ルイ・アントワーヌ・ド・サン・ジュスト
- ルイ＝マリ・スタニスラ・フレロン

#### フランスの大統領
- レーモン・ポアンカレ（第3共和国、第10代大統領）
- ポール・デシャネル（第3共和国、第11代大統領）
- アレクサンドル・ミルラン（第3共和国、第12代大統領）
- ジョルジュ・ポンピドゥ（第5共和国、第2代大統領）
- ヴァレリー・ジスカール・デスタン（第5共和国、第3代大統領）
- ジャック・シラク（第5共和国、第5代大統領）

#### その他の政治家
- ティエリー・ブルトン
- エメ・セゼール
- ピエール・コット
- アンリ・ジロー（陸軍軍人時代の第二次大戦期、シャルル・ド・ゴールと主導権争い）
- ミシェル・ドブレ（ENA設立を主導）
- モーリス・パポン（後年コラボラトゥールとして有罪判決を受けた）
- ローラン・ファビウス
- ジャン・ジョレス
- アラン・ジュペ
- ピエール・マンデス＝フランス
- ピエール・メスメル
- ニコラ1世 (モンテネグロ王)
- エドガール・ピザーニ（フランス語版）
- アラン・ポエール
- ミシェル・ロカール
- レオポール・セダール・サンゴール
- ジャン・チベリ
- ブリュノ・ル・メール（フランス語版）

### 画家
- ピエール・ボナール
- エドガー・ドガ
- ウジェーヌ・ドラクロワ
- テオドール・ジェリコー

### 映画製作者
- ジョルジュ・メリエス（"SFXの父"）
- ルネ・クレール（映画監督、脚本家、映画プロデューサー）

### 科学者
- ミシェル・シャール
- エヴァリスト・ガロア
- ジャック・アダマール
- シャルル・エルミート
- ローラン・ラフォルグ
- ヴァンサン・ラフォルグ
- ルイ・ルプランス＝リンゲ
- ピエール＝ルイ・リオン
- ポール・パンルヴェ（数学者、フランスの首相）
- アンリ・ベクレル（放射線発見者）
- アンリ・ポアンカレ
- ジャン＝クリストフ・ヨッコス
- ユーゴー・デュミニル＝コパン

### その他の有名な出身者
- アンドレ・シトロエン（実業家、シトロエン）
- アンドレ・ミシュラン（実業家、ミシュラン）
- フランシスコ・サレジオ
- ラファイエット（フランス革命期の軍人、政治家、貴族）
- パトリス・シェロー（演出家）
- マキシム・ウェイガン（フランス陸軍軍人、第二次世界大戦での連合軍総司令官） - リセ・アンリ＝キャトルなど数校に在籍
- ミラン1世（1882年の初代セルビア王国国王）
- ギー・ド・ロチルド（パリ・ロチルド家当主の銀行家）

## 関係者
- ロベール＝フランソワ・ダミアン（ルイ15世に対する王殺し未遂犯） - イエズス会のルイ＝ル＝グランで下働きをしていた。